# La Chaire-à-Calvin
Pour les articles homonymes, voir Calvin.
La Chaire-à-Calvin est un abri sous roche orné de sculptures pariétales monumentales datant du Paléolithique supérieur, plus précisément du Magdalénien moyen (environ 15 000-14 000 ans avant le présent). Le site se trouve sur le territoire de la commune de Mouthiers-sur-Boëme, près d'Angoulême, en Charente.

## Toponymie
Le site porte aussi le nom de « La Rochandry », nom du moulin  à blé daté de 1561 et démoli en 1841 pour construire une papeterie ; d'où un autre nom pour la grotte : la Papeterie. 

## Localisation
La Chaire-à-Calvin est à environ 10 km au sud d'Angoulême et à 500 m (à vol d'oiseau) à l'ouest du cœur de Mouthiers-sur-Boëme, dans la vallée du Gersac, un affluent de la Boëme qu'il rejoint dans le village environ  200 m en aval. La Chaire-à Calvin est en amont des bâtiments de l'ancienne papeterie, indiquée « papeterie de la Rochandry » sur la carte IGN.

## Histoire

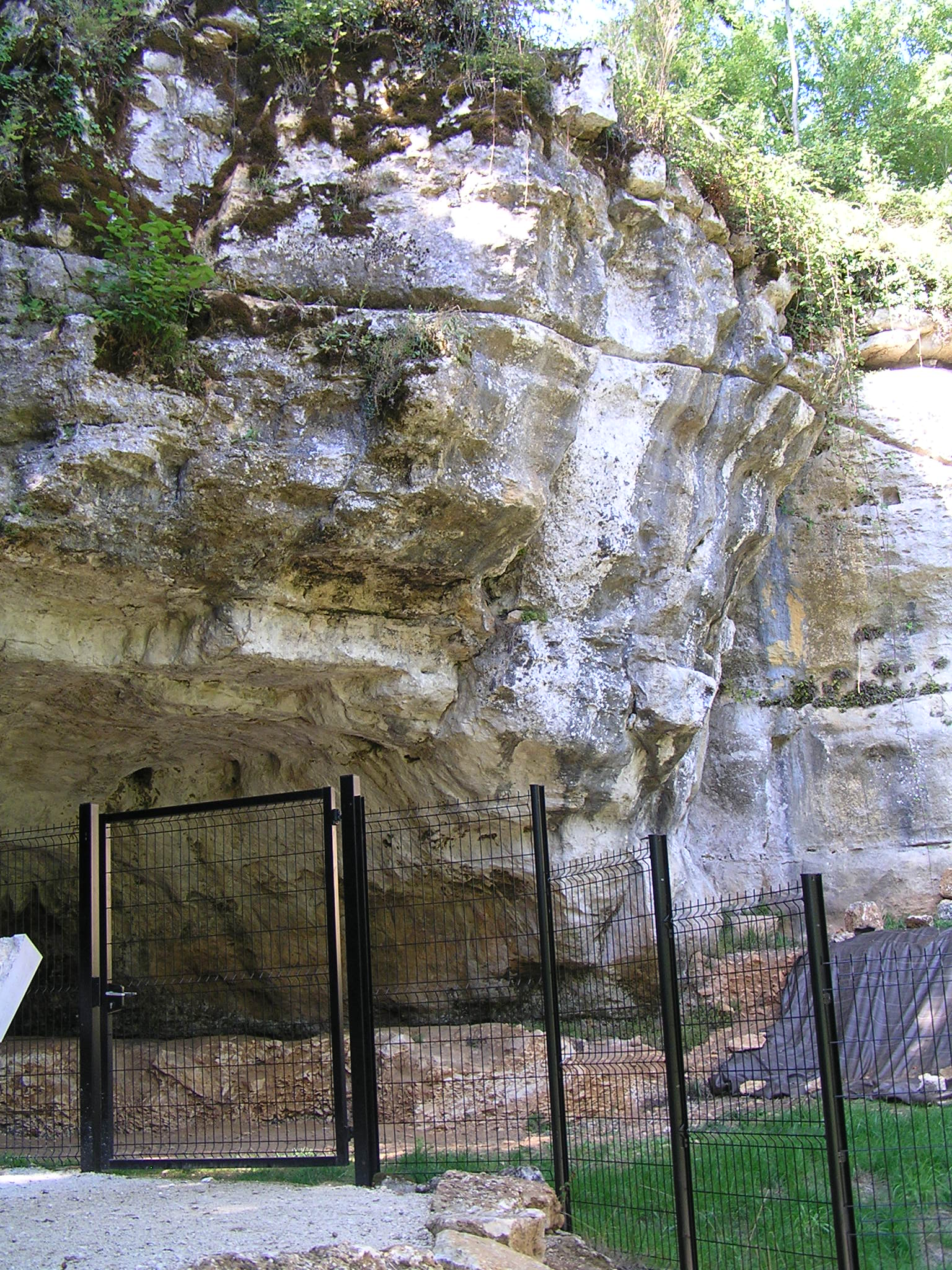
La chaire à Calvin.

Le rocher forme une plateforme à partir de laquelle Jean Calvin aurait prêché en 1533-1534.
Reconnu comme site préhistorique dès 1864 par Alphonse Trémeau de Rochebrune, les fouilles se sont succédé à partir de cette date, puis ont été reprises par Pierre David en 1924 qui a mis au jour la frise sculptée en 1927. Des fouilles sont entreprises en 1960 et 1961 avec le laboratoire de préhistoire de la faculté des sciences de Bordeaux, puis par Jean-Marc Bouvier en 1966,.
L'abri a été classé monument historique le 11 août 1986.

## Topographie et stratigraphie
La Chaire-à-Calvin s'ouvre dans la falaise et forme un abri large de 8 m, haut de 4 m et profond de 5 m.
Jean-Marc Bouvier trouve 8 couches, avec en allant vers le talus disparition des couches 4 et 5 ; ce qui rejoint la stratigraphie en 5 couches de Pierre David au niveau du talus.[réf. souhaitée] Jean-Marc Bouvier et André Debénath, ce dernier effectuant des analyses sédimentologique et granulométrique, trouvent 9 couches.
Denise de Sonneville-Bordes y trouve six couches :
- couche 1 : riche couche argilo-granuleuse partiellement végétalisée ;
- couche 2 : riche couche argileuse avec à sa base des blocs de petits éboulis[1] ;
- couche 3 : couche argileuse pauvre, avec charbon d'os ;
- couche 4 : couche argileuse pauvre, avec blocaille ;
- couche 5 : riche couche argileuse avec petits éboulis ;
- couche 6 : riche couche argileuse avec de petits éboulis en plaquettes surmontés de nombreux éboulis[7].

Ch. Delage y trouve trois étapes de remplissage : 

le premier ensemble est formé de débris calcaires déposés lors du creusement de l'abri. 
Le deuxième ensemble correspond à la fin du Pléniglaciaire, qui voit se déposer un éboulis gravitaire mélangé à des limons apportés par le vent ; c'est aussi l'époque des premières occupations de l'abri. Un cryosol profond, qui marque ce dépôt, est corrélé à l’évènement de Heinrich 1 entre 15 100 et 13 400 BP. Le troisième ensemble est manifesté par un talus de colluvions à l’entrée de l’abri, qui couvre une seconde période d'occupation de l'abri. 

Cette nouvelle chronologie va à l'encontre des chronologies établies jusque là, pour lesquelles les dépôts dataient du Tardiglaciaire et l'industrie dans le Magdalénien supérieur ; mais elle s'accorde avec les révisions récentes des séries lithiques et osseuses, selon lesquelles l'industrie des niveaux inférieurs du site date du début du Magdalénien.
La séquence fournie par ce site couvre les fluctuations climatiques de la fin du dernier cycle glaciaire, notamment pour dater les couches entourant celles du cryosol - ce qui permet de situer la chronologie de l'ensemble.

## Faune ancienne
Le site fait partie des sites charentais ayant livré de l'antilope saïga (Saiga tatarica), espèce la mieux représentée ici dans toutes les couches,.
Toutes les couches contiennent aussi des os de cheval et de grand bovidé ; et toutes les couches sauf la 6 contiennent du renne.

L'hydrontin est présent dans les couches 1 et 3, le renard dans les couches 5 et 6. La couche 5 contient en sus du lièvre et du cerf élaphe.
Des os de saïga trouvés par Jean-Marc Bouvier dans la couche 6 (Magdalénien moyen) sont datés à environ 16 000 ans BP.
Pierre David mentionne en sus de ceci des os de loup, de rhinocéros, de castor, et quelques os de rongeurs et d'oiseaux.

## Industrie
Toute l'industrie est magdalénienne ; les avis ont différé sur une détermination plus précise. Pierre David penchait pour le Magdalénien II-II ; Sonneville a pensé que l'occupation date du Magdalénien V-VI, pour plusieurs raisons (succession des couches se rapportant à un climat froid sec, répartition de l'antilope dans le Sud-Ouest de la France même au Magdalénien final...).

### Industrie lithique
Typiquement pour le Magdalénien, les burins sont plus nombreux que les grattoirs et incluent surtout des burins dièdres.
Généralement de forme classique et tous sur éclats robustes, les burins incluent aussi quelques spécimens de burins transversaux sur troncature latérale ou sur encoche, des burins nucléiformes et des burins d'angle. Quelques pièces tronquées sont denticulées.
Les grattoirs sont pour la plupart simples, avec des lames non retouchées. Quelques outils sont composites, principalement des burins-grattoirs, quelques burins-lames tronquées et des becs-lames tronquées. Aucun perçoir ni bec n'est multiple, peu d'entre eux sont microlithiques et ils sont généralement de qualité médiocre.
Les petits outils sur lamelles incluent une majorité de lamelles à dos abattu, avec quelques lamelles tronquées, à dos tronquées, à dos denticulées, à encoches. 

Parmi les quelques microlithes notables se trouvent un triangle scalène, deux segments de cercle, un microburin, livrés par la couche 6 ; quatre triangles scalènes allongés provenant de la couche 5 ; un triangle de la couche 3 ; et une pointe peut-être azilienne, fragmentaire, de la couche 1.
Pierre David a trouvé dans la couche 4 des "feuilles de laurier" (outil attribué au Solutréen). Sonneville mentionne que les couches 6 et 4 ont livré deux fragments de pointes à cran solutréennes. Comme ces niveaux n'ont montré aucune trace de remaniement par solifluxion ou cryoturbation, Sonneville-Bordes en conclut que les occupants du lieu les ont ramassées sur un site voisin.
Un objet taillé dans un galet ovoïde serait soit un godet à couleurs soit une lampe.

### Industrie osseuse et autre
Elle comporte des aiguilles et des sagaies à fût cylindro-conique ou quadrangulaire. Sonneville mentionne un harpon à deux rangs de barbelures (Magdalénien relativement récent) ; Pierre David, qui dit l'industrie osseuse rare, mentionne des pointes de sagaie à un ou deux biseaux, des perçoirs, des brunissoirs, quelques morceaux d'aiguilles avec chas, un « bâton de commandement » et quelques objets de parure : pectens, dents percées... et des plaques gravées de traits trop fins et entrelacés pour être déchiffrables.
Un collier des coquillages et des perles de collier en stéatite indiquent des échanges ou un commerce.
Pierre David a trouvé dans la couche 4 les restes de quatre foyers séparés, accompagnés de nombreux galets, quelques silex et des os brûlés.

## Restes humains
Une molaire a été découverte en 1933 dans un niveau attribué au Magdalénien ; elle a été perdue depuis.

## Art pariétal
Pierre David qui a découvert la frise en 1926 ou 1927 l'a décrite de gauche à droite : « un bovidé sans tête, puis un équidé à ventre gravide et une scène d'accouplement de chevaux ». C'est la seule œuvre d'art pariétal encore en place en Charente et visible pour le promeneur.
Longue de 3 m, elle présentait des traces de couleur rouge orangé lors de sa mise au jour. Sa sculpture est profonde et datée du Magdalénien.

La frise de gauche à droite
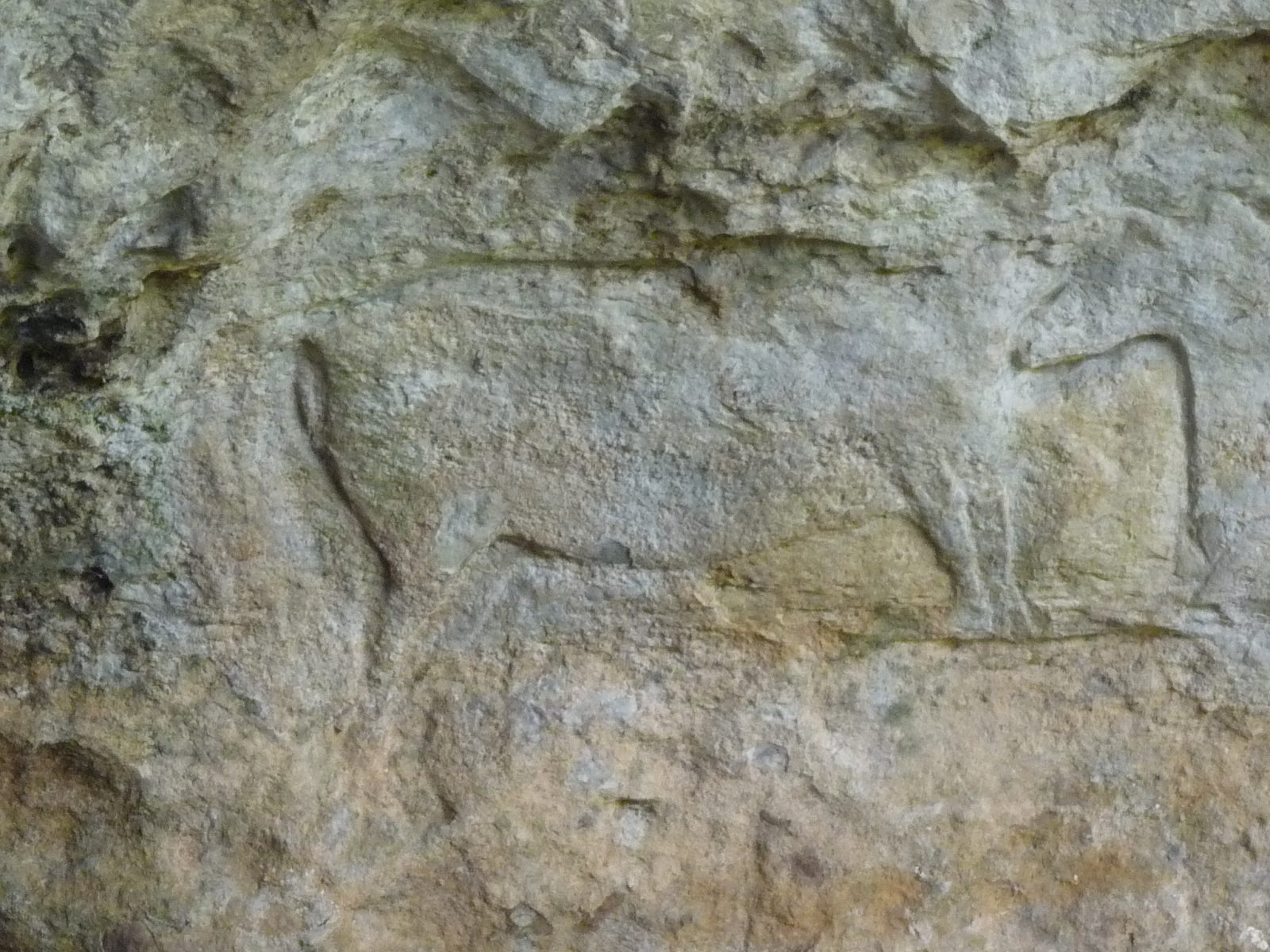
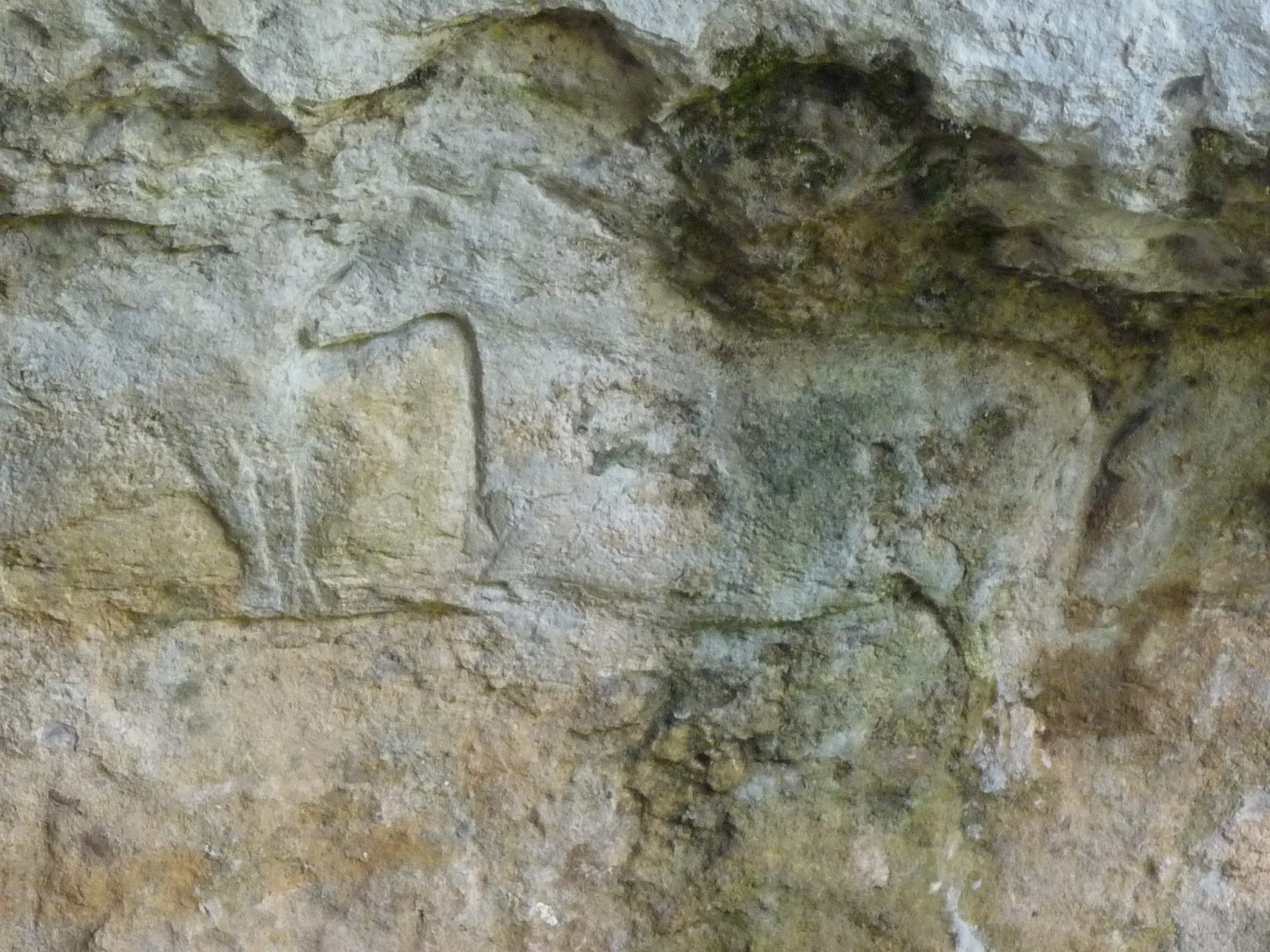
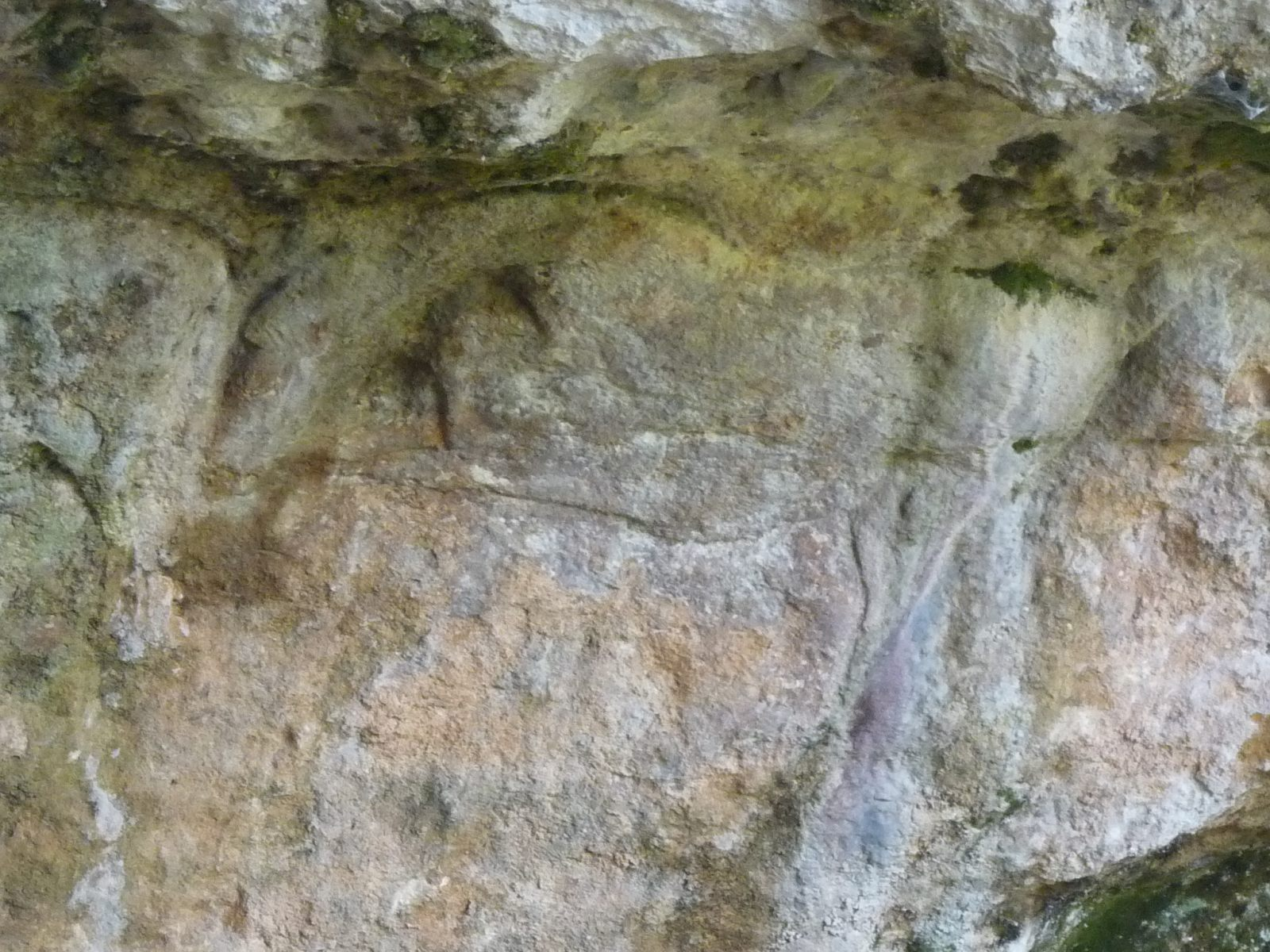